# Tingry
Tingry és un municipi francès situat al departament del Pas de Calais i a la regió dels Alts de França. L'any 2007 tenia 315 habitants.

## Demografia

### Població
El 2007 la població de fet de Tingry era de 315 persones. Hi havia 112 famílies de les quals 16 eren unipersonals (4 homes vivint sols i 12 dones vivint soles), 44 parelles sense fills i 52 parelles amb fills.
La població ha evolucionat segons el següent gràfic:
Habitants censats

### Habitatges
El 2007 hi havia 131 habitatges, 112 eren l'habitatge principal de la família, 17 eren segones residències i 2 estaven desocupats. Tots els 131 habitatges eren cases. Dels 112 habitatges principals, 80 estaven ocupats pels seus propietaris, 30 estaven llogats i ocupats pels llogaters i 3 estaven cedits a títol gratuït; 4 tenien dues cambres, 7 en tenien tres, 29 en tenien quatre i 73 en tenien cinc o més. 95 habitatges disposaven pel capbaix d'una plaça de pàrquing. A 38 habitatges hi havia un automòbil i a 69 n'hi havia dos o més.

### Piràmide de població
La piràmide de població per edats i sexe el 2009 era:
| Homes | Edats   | Dones |
| ----- | ------- | ----- |
| 0     | 95 o +  | 0     |
| 0     | 90 a 94 | 0     |
| 0     | 85 a 89 | 0     |
| 0     | 80 a 84 | 0     |
| 8     | 75 a 79 | 8     |
| 0     | 70 a 74 | 4     |
| 8     | 65 a 69 | 16    |
| 8     | 60 a 64 | 8     |
| 20    | 55 a 59 | 8     |
| 4     | 50 a 54 | 12    |
| 16    | 45 a 49 | 28    |
| 12    | 40 a 44 | 8     |
| 4     | 35 a 39 | 4     |
| 12    | 30 a 34 | 12    |
| 16    | 25 a 29 | 0     |
| 0     | 20 a 24 | 0     |
| 0     | 15 a 19 | 16    |
| 20    | 10 a 14 | 12    |
| 4     | 5 a 9   | 12    |
| 4     | 0 a 4   | 4     |

## Economia
El 2007 la població en edat de treballar era de 210 persones, 148 eren actives i 62 eren inactives. De les 148 persones actives 136 estaven ocupades (78 homes i 58 dones) i 12 estaven aturades (5 homes i 7 dones). De les 62 persones inactives 16 estaven jubilades, 28 estaven estudiant i 18 estaven classificades com a «altres inactius».

### Ingressos
El 2009 a Tingry hi havia 116 unitats fiscals que integraven 318 persones, la mediana anual d'ingressos fiscals per persona era de 16.153 €.

### Activitats econòmiques
Dels 17 establiments que hi havia el 2007, 2 eren d'empreses extractives, 1 d'una empresa de fabricació d'altres productes industrials, 3 d'empreses de construcció, 1 d'una empresa de comerç i reparació d'automòbils, 1 d'una empresa de transport, 2 d'empreses d'hostatgeria i restauració, 1 d'una empresa d'informació i comunicació, 2 d'empreses immobiliàries, 2 d'empreses de serveis i 2 d'empreses classificades com a «altres activitats de serveis».
Dels 4 establiments de servei als particulars que hi havia el 2009, 1 era un paleta, 1 empresa de construcció, 1 restaurant i 1 saló de bellesa.
L'any 2000 a Tingry hi havia 11 explotacions agrícoles.

## Equipaments sanitaris i escolars
El 2009 hi havia una escola elemental integrada dins d'un grup escolar amb les comunes properes formant una escola dispersa.

## Poblacions més properes
El següent diagrama mostra les poblacions més properes.